# Françoise Dior
Pour les articles homonymes, voir Dior.
Françoise Dior, née le 7 avril 1932 à Paris 9e et morte le 20 janvier 1993 à Neuilly-sur-Seine, est une militante néo-nazie française.

## Biographie

### Origines, influences et mariage
Issue de la famille Dior, une famille industrielle du sud de la Manche, elle est la fille adoptive de l'écrivain Raymond Dior, entre autres rédacteur au Crapouillot, et de Madeleine Leblanc, ainsi que la nièce du couturier Christian Dior. Son oncle assumera la fonction de père auprès d’elle ; Françoise était en réalité la fille illégitime d'un aristocrate hongrois. Elle devient une admiratrice d'Adolf Hitler et de la France d'Ancien Régime. D'abord royaliste, elle épouse le 27 avril 1955 le comte Robert-Henry de Caumont La Force, petit-fils d'Aynard Guigues de Moreton de Chabrillan, qui prétend un temps au trône de Monaco après la mort, en 1949, du prince Louis II. Ils ont une fille, Anne-Marie Christiane, née le 4 novembre 1957, qui se suicide le 5 juillet 1978. Ils divorcent en 1960.

### Engagement politique
En 1962, Françoise Dior, qui a rompu avec le royalisme, fonde la section française de la World Union of National Socialists (WUNS), une association néonazie internationale, à partir de noyaux isolés d'étudiants. Elle en est un officier de liaison.
À l'été 1962, ayant entendu parler par la presse du Mouvement national-socialiste anglais (National-Socialist Movement), elle partit pour Londres. Elle s'y fiance à l'homme politique John Tyndall, qui est plus tard arrêté et emprisonné, ainsi que d'autres membres du parti, pour activités paramilitaires. Elle épouse Colin Jordan, qui est libéré avant Tyndall. Les deux hommes, anciens alliés politiques, se sont par la suite toujours opposés. Après une cérémonie civile à Caxton Hall, Françoise Dior et Colin Jordan célèbrent leur mariage le 5 octobre 1963, au 74 Princedale Road, London W11, ancienne demeure d'Arnold Leese. La presse publie les photos, où on les voit mêler le sang de leurs doigts au-dessus d'un exemplaire de Mein Kampf, et Françoise Dior proclamer qu'elle aspire à « donner le jour à un petit nazi ». Trois ans plus tard le couple se sépare, et Françoise Dior rentre à Paris le 16 mars 1966 avec son secrétaire Terry Cooper, alors âgé de 19 ans.
Le 4 juin 1964, la 17e chambre du tribunal correctionnel de Paris la condamne à quatre mois de prison ferme pour activités subversives (elle avait collé des svastika sur les murs de l'ambassade britannique de Paris avant son mariage). Prononcée par contumace, pendant son séjour anglais, cette condamnation demeure sans effet jusqu'à la fin d'octobre, quand elle est arrêtée à Nice ; elle purge l'intégralité de sa peine dans cette ville, puis voyage dans le Tyrol du Sud, en Autriche et en Bavière, où elle rencontre plusieurs chefs terroristes, avant de retourner à Londres, en avril 1967. Là, elle est arrêtée, internée à la prison de Holloway et condamnée en janvier 1968 à deux ans de prison pour conspiration dans l'incendie volontaire de synagogues ; libérée avant la fin de sa peine grâce à sa bonne conduite en prison (un tiers est accordé en Angleterre), elle vit à Jersey, Îles Anglo-Normandes pendant six mois avant de revenir en France avec Terry Cooper ; elle abandonne ensuite l'action directe et l'activisme politique pour se consacrer à l'ésotérisme dans un presbytère normand, à Ducey où elle accueille notamment une théoricienne du néo-nazisme, Savitri Devi, d’octobre 1970 à mai 1971.
À la fin des années 1970, dans le but de se reconstituer un cercle de relations dans des milieux moins marginaux et - selon Terry Cooper - de se trouver un mari, elle fréquenta les représentations françaises du Parti conservateur britannique et adhéra au RPR. Elle épousa en troisièmes noces le comte Hubert de Mirleau, ancien secrétaire général adjoint du Cercle Montherlant et alors adhérent du RPR, passé par la suite au Front national,,,.
Fumeuse invétérée depuis l'adolescence, elle meurt d'un cancer du poumon en 1993, à Neuilly-sur-Seine, à l'âge de 60 ans.
En 2013, Terry Cooper publie Death by Dior, un livre de souvenirs sur sa liaison avec Françoise Dior, dans lequel il affirme que cette dernière avait une relation incestueuse avec sa fille Christiane et qu’ils avaient des relations à trois : selon Terry Cooper, Françoise Dior aurait manipulé sa fille, avec qui ses relations s'étaient dégradées, pour la pousser au suicide et l'aurait même physiquement aidée à le faire.

## Sources
- (en) Nicholas Goodrick-Clarke, Hitler's Priestess : Savitri Devi, the Hindu-Aryan Myth, and Neo-Nazism, New York, New York University Press, 1998, 269 p. (ISBN 0-8147-3110-4, lire en ligne), p. 203-205 et 208
- (en) Martin Walker, The National Front, Londres ; Glasgow, W. Collins ; Fontana, 1977, 240 p. (ISBN 978-0-006-34824-5, OCLC 490424210).
- Terry Cooper, Death by Dior : Françoise Dior, Londres, Dynasty Press, 2013, 264 p. (ISBN 978-0-9568038-6-3)